# Blå Jungfrun

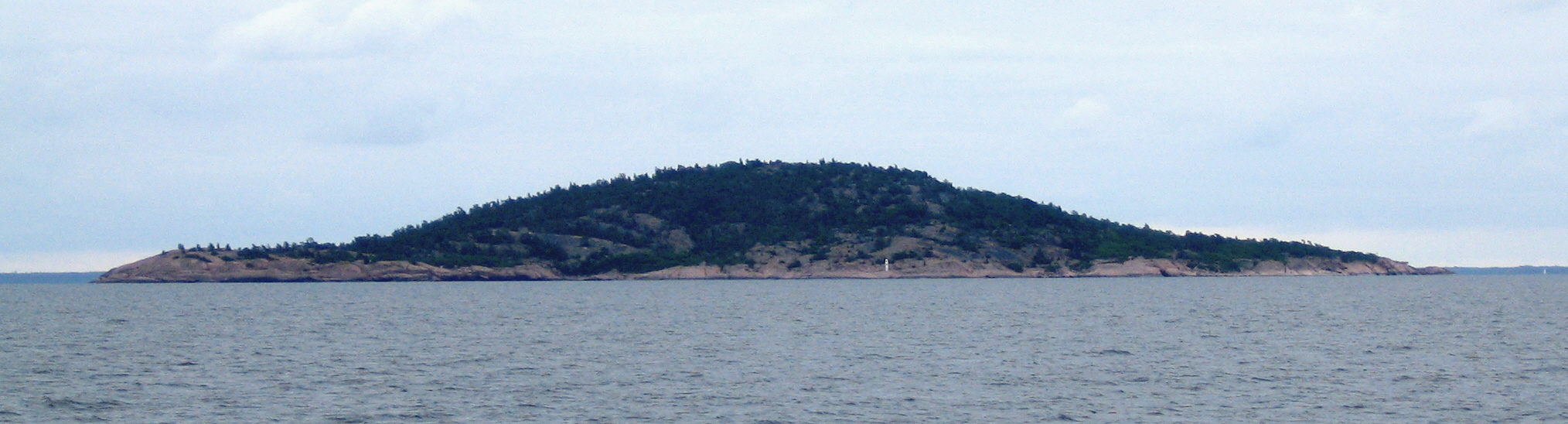

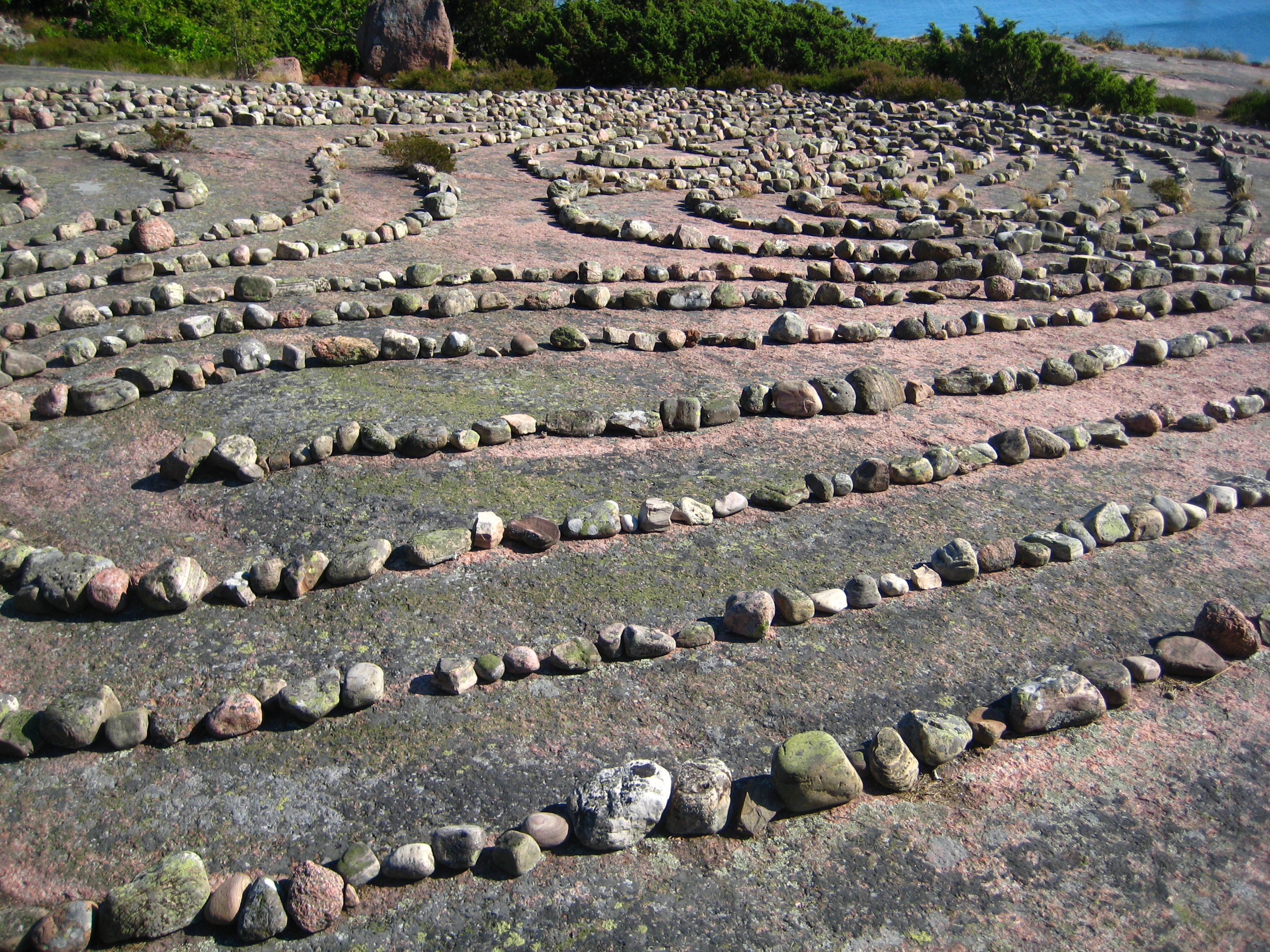
Detalle del laberinto de piedra.

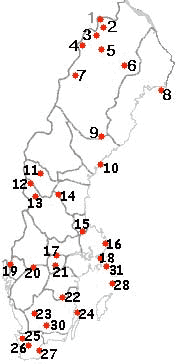
Blå Jungfrun es el número 24 en el mapa.

Blå Jungfrun, también llamada Blåkulla, es una isla sueca del mar Báltico. Más precisamente, se encuentra en el estrecho de Kalmar, entre las provincias de Småland y Öland. Administrativamente pertenece al municipio de Oskarshamn. Está deshabitada y tiene un área de 0,7 km², y  se eleva a 86 metros sobre el nivel del mar. Desde 1926 es uno de los parques internacionales de Suecia. Como parque nacional, hay limitaciones importantes en cuanto al derecho de libre tránsito por la naturaleza en Blå Jungfrun. Por ejemplo, no se permite hacer un fuego o pasar la noche en la isla.
La isla se compone de roca desnuda, y en parte de bosques de densas frondas densas. El arao aliblanco es un pájaro característico. Hay varias cuevas y un laberinto de piedra antigua.
La isla tiene un papel importante en el folclore sueco, la que la considera un lugar malo y mágico. El nombre Blå Jungfrun (Doncella Azul) fue utilizado por los marineros para evitar provocar a los malos espíritus que habitaban la isla. De acuerdo a una creencia generalizada, relacionada por Olaus Magnus en 1555, las brujas se encontraban allí cada Jueves Santo. Carlos Linneo, que visitó la isla en 1741, se mostró escéptico:

... mujeres y cuentos de hadas... dicen en general que todas las mujeres vienen aquí (en verdad un viaje bastante difícil) cada Jueves Santo; pero aquellos que han visitado el lugar es probable que no regresen, y deben encontrar la razón de la fábula: Sí cualquier lugar en el mundo se ve horrible, este sin duda es uno de los más crueles...

De acuerdo a una tradición, cualquiera que quita una piedra de la isla, sufrirá de la mala suerte hasta que sea regresada.
En verano, la isla puede ser visitada por embarcaciones turísticas desde Oskarshamn o desde Byxelkrok.